# 임란 칸
임란 아흐메드 칸 니아지(우르두어: عمران احمد خان نیازی, 영어: Imran Ahmed Khan Niazi, 1952년 10월 5일~)는 파키스탄의 정치인으로, 제22대 파키스탄 총리(2018. 8.~2022. 4.)를 지냈다. 파키스탄 정의운동(PTI) 의장이다. 정치에 입문하기 전에는 국제 크리켓 선수로 활동하였다. 파키스탄 크리켓 국가대표팀의 주장이었으며, 1992년 크리켓 월드컵에서 우승을 이끌었다. 2005년부터 2014년까지 영국 브래드퍼드 대학교의 총장을 지냈다.
칸은 1952년 라호르의 파슈툰인 가문에서 태어나 1975년 옥스퍼드 대학교 키블 칼리지를 졸업했다. 그는 18세에 1971년 잉글랜드와의 테스트 시리즈에서 크리켓 국가대표 생활을 시작했다. 칸은 1992년까지 뛰었고 1982년부터 1992년까지 간헐적으로 팀의 주장을 맡았으며 크리켓 월드컵에서 파키스탄의 최초이자 유일한 우승이었다. 역사상 가장 위대한 크리켓 만능 선수로 평가받는 칸은 3,807개의 주행을 기록했고 362개의 위켓을 가지고 ICC 크리켓 명예의 전당에 올랐다.
1991년 그는 어머니를 추모하는 암병원 설립을 위한 모금 운동을 시작했다. 그는 1994년 2500만 달러를 모금해 라호르에 병원을 세웠고 2015년 페샤와르에 두 번째 병원을 세웠다. 이후 칸은 샤우카트 칸눔 기념 암병원을 연구센터로 확대하는 등 자선활동을 계속했고 2008년 나말 대학교를 설립했다. 칸은 2005년~2014년 브래드퍼드 대학교 총장을 지냈고 2012년 왕립의과대학 명예 펠로우십을 받았다.
칸은 1996년 파키스탄 정의운동(PTI)을 설립해 당 의장을 맡고 있다. 2002년 국회의원에 당선된 그는 2007년까지 미안왈리에서 야당 의원을 지냈다. PTI는 2008년 총선을 보이콧했다. 이후 선거에서 PTI는 대중 투표로 제2당이 되었다. 지역 정치에서 PTI는 2013년부터 카이베르파크툰크와주에서 연립정부를 이끌었으며, 2018년 총리로 선출된 후 칸은 이 지도부를 마흐무드 칸에게 위임했다.
칸 총리는 국제 통화 기금(IMF)의 구제금융으로 국제수지 위기를 해결했다. 그는 또한 재정적자를 줄이기 위해 경상수지 적자 축소와 국방비 지출을 제한했다. 결국, 파키스탄의 경제는 칸의 총리직 하에서 회복되기 시작했다. 칸은 또한 반부패 운동을 벌였지만, 표적이 되었다는 주장으로 정적들로부터 비난을 받았다. 다른 국내 정책에서, 칸은 재생 에너지 생산의 증가를 추진했고 2030년까지 파키스탄을 대부분 재생 에너지로 만드는 것을 목표로 하는 미래 건설에서 비재생 에너지원을 중단했다. 그는 또한 국립 공원의 산림 개간과 확장을 시작했다. 그는 세금 징수 및 투자를 증가시키는 정책을 제정했다. 칸 정부는 또한 교육과 의료에 대한 국가 및 지역 차원의 개혁을 실시했다. 파키스탄의 사회 안전망에 대한 추가 개혁이 이루어졌다. 외교 정책에서 그는 인도에 대한 국경 분쟁을 다루었고, 아프간 평화 과정을 지원했으며, 중국, 러시아, 미국과의 관계를 강화했다. 2022년, 칸은 헌법상의 위기와 권력으로부터의 퇴진을 초래한 불신임 결의안에 직면했다.
2022년 11월 3일, 정치 집회 중 피격을 당해 발에 총상을 입었다. 칸 전 총리는 바로 차에 타서 안전한 곳으로 이동했으며, 다행히 생명에는 지장이 없다고 한다.

## 크리켓 경력
칸은 16세의 나이로 라호르에서 크리켓 1종 경기에 데뷔했다. 1970년대 초에 그는 라호르 A (1969년~1970년), 라호르 B (1969년~1970년), 라호르 그린 (1970년~1971년) 그리고 결국 라호르 (1970년~1971년)의 홈팀에서 뛰고 있었다. 칸은 1973년~1975년 시즌 동안 옥스퍼드 대학교의 블루스 크리켓 팀의 일원이었다.
볼링 선수로서, 칸은 처음에는 비교적 가슴팍을 치며 중간 속도로 볼링을 했다. 하지만 그는 빠른 볼링을 할 수 있도록 자신의 동작을 좀 더 고전적인 것으로 개조하고 몸을 튼튼하게 하기 위해 열심히 노력했다.
그는 1971년부터 1976년까지 우스터셔에서 잉글랜드 카운티 크리켓 경기를 했다. 이 10년 동안 칸으로 대표되는 다른 팀에는 다우드 인더스트리즈(1975년~1976년), 파키스탄 국제항공 크리켓 국가대표팀(1975년~1976년, 1980년~1981년) 등이 있었다. 1983년부터 1988년까지 그는 서식스에서 뛰었다.

## 박애주의
1990년대 동안 칸은 유니세프 스포츠 특별 대표로서도 활동했으며 방글라데시, 파키스탄, 스리랑카, 태국에서 건강과 예방 프로그램을 홍보했다. 런던에 있는 동안 그는 크리켓 자선단체인 로드스 테이버너스와도 함께 일한다. 칸은 오로지 사회사업에만 전념했다. 1991년까지 그는 그의 어머니인 샤우카트 카눔 여사의 이름을 가진 자선 단체인 샤우카트 카눔 메모리얼 트러스트를 설립했다. 신탁의 처녀적 노력으로 칸은 전 세계에서 칸이 모금한 2,500만 달러가 넘는 기부와 기금으로 건립된 파키스탄 최초의 유일한 암 병원을 설립했다.

## 재산

### 순자산
2019년 파키스탄 선거관리위원회는 2018~2019년 국회 의원들의 재무제표를 공개했다. 임란 칸 총리는 자신의 바니 갈라 저택을 제외한 1억 823만 6,000파운드의 자산을 소유하고 있었다.

### 자산
그는 라호르 자만 파크에 2,900만 파운드 상당의 집을 가지고 있다. 칸은 또한 다양한 사업에 4,000만 파운드(약 25만 달러) 이상을 투자한 투자자이기도 하다. 그는 또한 이슬라마바드 탈하르의 39카날과 카네왈의 530카날 농경지를 소유하고 있다. 또한 그는 자신이 물려받은 농경지 363칸의 지분을 가지고 있다. 칸은 이슬라마바드의 샤라이다스토르에서 아파트 두 채를 구입하기 위해 1,019만 파운드를 지불했다. 다른 자산으로는 가구 060만 파운드와 가축 0.200만 파운드가 있다. 하지만 그의 이름으로 등록된 차량은 없다.

#### 바니갈라 저택
칸은 이슬라마바드 바니갈라에 7억 5,000만 파운드(470만 달러) 상당의 300카날 저택을 소유하고 있다. 칸은 파키스탄 선거관리위원회에 제출한 성명에서 선물이라고 선언했다. 이 저택은 게이트 인클로저 안에 있으며 개인 진입로를 통해 접근할 수 있고, 임란 칸의 영구 거주지이다.

### 세금
2019년 11월 현지 언론은 FBR 성명을 통해 칸이 37년 동안 얼마나 세금을 냈는지를 공개했다. 칸은 2017년에 103,763파운드의 세금을 납부했다. 그가 납부한 모든 세금은 총 400만 파운드(2019년 1,700만 파운드 또는 미화 11만 달러)이다. FBR이 공개한 서류에는 이 기간 동안 세금을 내기 위해 몇 년 동안 면제를 받았다는 내용도 적혀 있다.

## 사생활
칸은 바니갈라에 있는 그의 널브러진 농가에 살고 있다. 2009년 11월, 칸은 라호르 샤우카트 칸움 암 병원에서 소장의 장애물을 제거하기 위해 응급수술을 받았다.
그는 자신의 사유지에 살고 있는 애완견 5마리를 키운다.
2021년 3월 20일 칸은 COVID-19 양성반응을 보였다. 그는 이틀 전에 BBIBP-CorV COVID-19 백신을 첫 투약했다. 보건복지부는 백신을 2회 접종한 지 불과 이틀 만에 투병했기 때문에 그가 COVID-19 예방접종을 "완전 접종"한 것으로 간주되지 않았다고 해명했다.

## 논란
2017년 8월 1일, 아이샤 굴랄라이 와지르는 칸을 괴롭힌 혐의를 제기하며 2013년 10월부터 칸으로부터 공격적인 메시지를 받아왔다고 주장했다. 칸은 인터뷰에서 파키스탄 무슬림 연맹 나와즈파가 자신을 괴롭힌 혐의로 굴랄라이를 이용한 것이 아닌가 의심된다고 말했다. 나중에 아이샤 굴랄라이 와지르는 칸이 사과하면 용서하겠다고 말했다. 그러나 칸의 당은 와지르에게 증거를 가져오거나 손해배상을 해줄 것을 요구하며 그를 대신해서 혐의를 완강히 부인했다. 또한 칸의 정당 시린 마자리 여성 대변인은 와지르가 자신을 의회 선거구로 지정해 달라는 요청을 거절하자 이러한 비난을 했다고 주장했다.
2020년 6월 25일, 칸은 알카에다의 창시자이자 9/11의 거장 오사마 빈 라덴을 '순교자'로 칭했다는 이유로 국제 언론과 국내 야당으로부터 비난을 받았다. 칸은 앞서 현지 TV 인터뷰에서 빈 라덴을 테러리스트라고 부르기를 거부했었다.
2019년 현재 칸 정부는 정치인의 후원으로 이득을 본 정치인이나 친인척에 대한 사면(파키스탄 정치적 용어로 NRO 또는 민족화해조례로 알려져 있음)을 전제로 한 반부패 운동을 전개하고 있다. 이 캠페인은 칸의 정적들을 목표로 한다는 비판을 받아왔다. 그럼에도 불구하고 칸 지지자들은 자한기르 칸 타린, 알레임 칸 등 칸 자신의 집권당 고위 인사들이 조사나 기소에 직면하면서 칸이 타린 지지자들이 요구하는 "사법위원회" 구성을 거부하는 등 선거운동이 진정성이 있다고 주장한다.